# Landschaftsschutzgebiet Leiße mit namenlosen Zuflüssen und Landenbecker Siepen

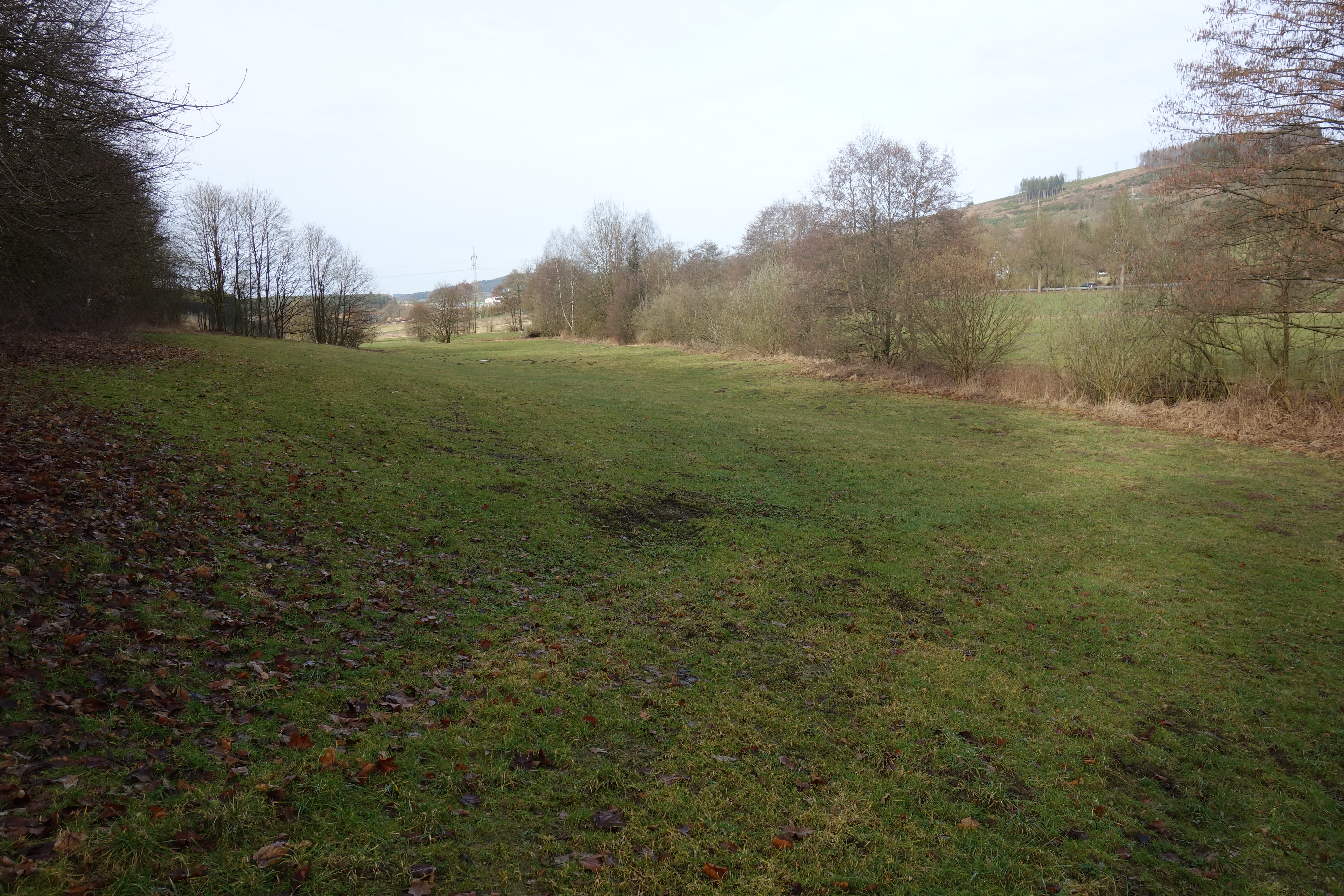
Landschaftsschutzgebiet westlich Bad Fredeburg

Das Landschaftsschutzgebiet Leiße mit namenlosen Zuflüssen und Landenbecker Siepen mit 83,71 ha Größe liegt westlich von Bad Fredeburg im Stadtgebiet von Schmallenberg. Das Gebiet wurde 2008 vom Kreistag des Hochsauerlandkreises mit dem Landschaftsplan Schmallenberg Nordwest als Landschaftsschutzgebiet (LSG) ausgewiesen. 

## Beschreibung
Das LSG besteht aus sechs Teilflächen. Es handelt sich um Talbereiche der Leiße, Landenbecker Siepen und namenloser Bäche. Das LSG geht von Bad Fredeburg grob in nordwestlicher Richtung bis an die Stadtgrenze. Das LSG geht bis an die Häuser von Heiminghausen, Mailar und Dorlar. Wobei Heiminghausen und Dorlar das LSG auch teilen. Östlich schließt direkt das Landschaftsschutzgebiet Leisse mit Seitentälchen westlich Bad Fredeburg an. Nördlich schließt direkt das Landschaftsschutzgebiet Leiße südöstlich Frielinghausen im Gemeindegebiet von Eslohe an.

## Schutzzweck
Die Ausweisung erfolgte zur Ergänzung der Naturschutzgebiets-Ausweisung in den Talauen von Schmallenberg um ein Offenlandbiotop-Verbundsystem zu schaffen, damit Tiere und Pflanzen Wanderungs- und Ausbreitungsmöglichkeiten behalten, und dem Erhalt der Vorkommen geschützter Vogelarten sowie dem Schutz artenreicher Pflanzengesellschaften.

## Rechtliche Rahmen
Das Landschaftsschutzgebiet Leiße mit namenlosen Zuflüsse und Landenbecker Siepen wurde als eines von 58 Landschaftsschutzgebieten vom Typ C, Wiesentäler und bedeutsames Extensivgrünland im Stadtgebiet von Schmallenberg, ausgewiesen. Wie in den anderen Landschaftsschutzgebieten vom Typ C in Schmallenberg besteht im LSG ein Umwandlungsverbot von Grünland und Grünlandbrachen in Acker oder andere Nutzungsformen. Eine Erstaufforstung und eine Anlage von Weihnachtsbaumkulturen ist verboten. Eine maximal zweijährige Ackernutzung innerhalb von zwölf Jahren ist erlaubt, falls damit die Erneuerung der Grasnarbe vorbereitet wird. Dies gilt als erweiterter Pflegeumbruch. Beim erweiterten Pflegeumbruch muss ein Mindestabstand von fünf Metern vom Mittelwasserbett eingehalten werden. Im Stadtgebiet Schmallenberg gibt es auch Landschaftsschutzgebiete vom Typ A und vom Typ B mit anderen geringeren Auflagen.